# Parque nacional de Vashlovani
El Parque nacional de Vashlovani (en georgiano: ვაშლოვანის ეროვნული პარკი) es un parque nacional situado en la parte sur de Georgia, que fue establecido en 1935 para preservar sus únicos bosques de poca profundidad. En abril de 2003 la zona de la Reserva se amplió a 84,80 kilómetros cuadrados y el Parque Nacional fue ampliado a 251.14 kilómetros cuadrados. La zona se caracteriza por su clima seco que se encuentra a entre 50-150 metros sobre el nivel del mar.
El lugar se destaca por su singulares espacios como áreas de vegetación estepa desértica y semidesértica y árida y los bosques de hoja caduca. Es también el sitio donde se encuentran grandes acantilados y cañones, conocidos en la zona como los muros "Sharp", y las magníficas llanuras de inundación y bosques Alazani.